# ATP Challenger Jakarta
Der ATP Challenger Jakarta (offiziell: Jakarta Challenger) war ein Tennisturnier, das von 1987 bis 1994 mit Ausnahme von 1988 jährlich in Jakarta, Indonesien, stattfand. Es gehörte zur ATP Challenger Tour und wurde im Freien auf Hartplatz gespielt.

## Liste der Sieger

### Einzel
| Jahr     | Sieger            | Finalgegner       | Ergebnis          |
| -------- | ----------------- | ----------------- | ----------------- |
| 1994     | Mahesh Bhupathi   | Igor Šarić        | 6:2, 4:6, 6:4     |
| 1993     | Sébastien Lareau  | Mark Petchey      | 6:2, 3:6, 7:6     |
| 1992     | Claudio Pistolesi | Simon Youl        | 1:6, 6:3, 6:2     |
| 1991 (2) | Mario Visconti    | Douglas Geiwald   | 6:3, 1:6, 6:2     |
| 1991 (1) | Václav Roubíček   | Simon Youl        | 6:3, 3:6, 6:3     |
| 1990 (2) | Mark Keil         | Scott Patridge    | 6:4, 6:2          |
| 1990 (1) | Horst Skoff       | Chris Garner      | 7:6, 4:6, 6:1     |
| 1989     | Nick Brown        | James Turner      | 7:5, 6:4          |
| 1988     | nicht ausgetragen | nicht ausgetragen | nicht ausgetragen |
| 1987     | Broderick Dyke    | Paul Chamberlin   | 6:3, 2:0 aufgg.   |

### Doppel
| Jahr     | Sieger                            | Finalgegner                                 | Ergebnis          |
| -------- | --------------------------------- | ------------------------------------------- | ----------------- |
| 1994     | Andrew Foster Danny Sapsford      | Mahesh Bhupathi Leander Paes                | kampflos          |
| 1993     | Lan Bale David Nainkin            | Mathias Huning Adam Malik                   | 6:7, 7:6, 7:6     |
| 1992     | Mark Koevermans Leonardo Lavalle  | Jacco Eltingh Tom Kempers                   | kampflos          |
| 1991 (2) | Mike Briggs Trevor Kronemann      | John Sullivan Vince van Gelderen            | 5:7, 6:3, 7:5     |
| 1991 (1) | Massimo Ardinghi Massimo Boscatto | Peter Carter Niclas Kroon                   | 5:7, 6:4, 7:6     |
| 1990 (2) | Mike Briggs David Harkness        | Suharyadi Suharyadi Lin Bing-chao           | 6:2, 7:6          |
| 1990 (1) | Eric Amend Tom Mercer             | Adam Malik Joseph Russell                   | 6:4, 6:7, 6:3     |
| 1989     | Mihnea-Ion Năstase Brian Page     | Neil Borwick Steve Furlong                  | 3:6, 6:3, 7:6     |
| 1988     | nicht ausgetragen                 | nicht ausgetragen                           | nicht ausgetragen |
| 1987     | Steve Guy Jon Levine              | Suharyadi Suharyadi Donald Wailan-Walalangi | 6:7, 6:4, 6:3     |